# Liste der Monuments historiques in Pierrefontaine-les-Varans
Die Liste der Monuments historiques in Pierrefontaine-les-Varans führt die Monuments historiques in der französischen Gemeinde Pierrefontaine-les-Varans auf.

## Liste der Immobilien
| Bezeichnung                       | Beschreibung                  | Standort                 | Kennzeichnung | Schutzstatus | Datum | Bild           |
| --------------------------------- | ----------------------------- | ------------------------ | ------------- | ------------ | ----- | -------------- |
| Kirche Notre-Dame-de-l’Assomption | zwischen 1782 und 1787 erbaut | Place de l’Église (Lage) | PA00101781    | Inscrit      | 1991  | weitere Bilder |

## Liste der Objekte
| Bezeichnung                   | Beschreibung                                                                                           | Standort                                        | Kennzeichnung | Schutzstatus | Datum | Bild           |
| ----------------------------- | --- | ----------------------------------------------- | ------------- | ------------ | ----- | -------------- |
| Taufbecken                    | Stein, bezeichnet 1538                                                                                 | in der Kirche Notre-Dame-de-l’Assomption (Lage) | PM25001204    | Classé       | 1928  | weitere Bilder |
| Zwei Adlerpulte               | Holz, 18. Jahrhundert                                                                                  | in der Kirche Notre-Dame-de-l’Assomption (Lage) | PM25001205    | Classé       | 1928  |                |
| Hauptaltar                    | Retabel und Gemälde; Holz, farbig gefasst und vergoldet, Ölfarbe auf Leinwand, Gemälde bezeichnet 1767 | in der Kirche Notre-Dame-de-l’Assomption (Lage) | PM25001206    | Classé       | 1928  |                |
| Wandvertäfelung des Chorraums | Holz, 18. Jahrhundert                                                                                  | in der Kirche Notre-Dame-de-l’Assomption (Lage) | PM25001207    | Classé       | 1979  |                |
| Kommunionbank                 | Schmiedeeisen, bezeichnet 1764                                                                         | in der Kirche Notre-Dame-de-l’Assomption (Lage) | PM25001208    | Classé       | 1979  |                |
| Kanzel                        | Holz, 18. Jahrhundert                                                                                  | in der Kirche Notre-Dame-de-l’Assomption (Lage) | PM25001209    | Classé       | 1979  | weitere Bilder |
| Windfang                      | Holz, 18. Jahrhundert                                                                                  | in der Kirche Notre-Dame-de-l’Assomption (Lage) | PM25001210    | Classé       | 1979  |                |
| Rechter Seitenaltar           | Altartisch, Retabel und Gemälde; Holz, farbig gefasst, Ölfarbe auf Leinwand, bezeichnet 1770           | in der Kirche Notre-Dame-de-l’Assomption (Lage) | PM25001559    | Classé       | 1992  |                |
| Linker Seitenaltar            | Altartisch, Retabel und Gemälde; Holz, farbig gefasst, Ölfarbe auf Leinwand, bezeichnet 1770           | in der Kirche Notre-Dame-de-l’Assomption (Lage) | PM25001560    | Classé       | 1992  |                |
| Beichtstuhl                   | Holz, 18. Jahrhundert                                                                                  | in der Kirche Notre-Dame-de-l’Assomption (Lage) | PM25001565    | Classé       | 1992  |                |
| Taufretabel                   | Holz, 18. Jahrhundert                                                                                  | in der Kirche Notre-Dame-de-l’Assomption (Lage) | PM25002327    | Inscrit      | 1992  |                |
| Beichtstuhl                   | Holz, Ende des 18. Jahrhunderts                                                                        | in der Kirche Notre-Dame-de-l’Assomption (Lage) | PM25002328    | Inscrit      | 1992  |                |
| Orgel                         | Ensemble aus PM25001712 und PM25001713                                                                 | in der Kirche Notre-Dame-de-l’Assomption (Lage) | PM25002517    | Classé       | 1997  |                |
| Orgelprospekt                 | Eichen- und Tannenholz, 1882 von Louis-François Callinet gebaut                                        | in der Kirche Notre-Dame-de-l’Assomption (Lage) | PM25001712    | Classé       | 1997  |                |
| Instrumentalteil der Orgel    | 1882 von Louis-François Callinet gebaut                                                                | in der Kirche Notre-Dame-de-l’Assomption (Lage) | PM25001713    | Classé       | 1997  |                |